# 浄化槽設備士
浄化槽設備士（じょうかそうせつびし）は、浄化槽法に基づく国家資格である。公益財団法人日本環境整備教育センターがおこなう浄化槽設備士試験の合格者もしくは浄化槽設備士講習の修了者が免状申請により国土交通大臣から交付を受けることで資格者となる。

## 受験・受講資格
浄化槽設備士試験の受験、講習の受講には、以下のいずれかの条件を満たす必要がある。
- 資格試験
  - 8年以上の実務経験者
  - 大学の指定学科を卒業し1年以上の実務経験者（指定学科以外の者は、1年6ヵ月）
  - 短期大学、高等専門学校の指定学科を卒業し2年以上の実務経験者（指定学科以外の者は、3年）
  - 高等学校の指定学科を卒業し3年以上の実務経験者（指定学科以外の者は、4年6ヵ月）
  - 1級・2級管工事施工管理技士有資格者
  - 1級・2級配管技能士有資格者
- 講習
  - 1級・2級管工事施工管理技士有資格者

## 国家試験（浄化槽設備士試験）
- 年に1回、7月実施（受付期間：4月初旬 – 5月下旬）

学科試験
1. 機械工学・衛生工学等
2. 汚水処理法等
3. 施工管理法
4. 法規

実地試験
1. 施工管理法

### 合格発表
- 9月中旬に（公財）日本環境整備教育センターのウェブサイト上で発表となっており、例年9月第2月曜日におこなわれる。

## 講習
浄化槽法および浄化槽設備士に係る講習等に関する省令にもとづき公益財団法人日本環境整備教育センターが開催する講習を受講し、最終日の効果評定（試験）に合格することで講習修了資格を得られる。詳細は日本環境整備教育センターに問い合わせ願う。

### 講習科目
1. 浄化槽概論
2. 法規
3. 浄化槽の構造及び機能
4. 浄化槽の施工管理法
5. 浄化槽の保守点検及び清掃概論
6. 効果測定

〔注〕なお、浄化槽管理士の資格を有する者については講習教科目の一部免除制度がある。

### 主旨
- 浄化槽法第42条第1項第二号に規定する浄化槽工事に関して必要な知識および技能に関する講習で、浄化槽設備士に係る講習等に関する省令第14条に基づき、国土交通大臣及び環境大臣より当教育センターが指定講習機関として指定され、実施するものです。

### 受講資格
- 1級又は2級管工事施工管理技士の資格を有する者

### 受講料
- 133,100円 （※浄化槽管理士で講習教科目の一部免除希望者は125,400円） ※2023年現在[3]